# Official Dance Singles Chart
La Official Dance Singles Chart è una classifica musicale dei singoli di musica dance stilata dalla Official Charts Company a nome dell'industria di registrazione britannica.
La classifica viene compilata unicamente sulla base delle vendite digitali, CD e altri formati fisici. È visualizzabile su BBC Radio 1 e sul sito ufficiale della Official Charts Company.